# Mas Falcó
El Mas Falcó era una finca situada a l'actual barri de Vallcarca de Barcelona. Donava nom al turó d'en Falcó, actualment anomenat de la Creueta del Coll.

## Història
Deu el seu nom a la família Falcó. El 1648, Serena de Falcó i Costa es va casar amb Josep Francesc de Copons i de Sabater, senyor de la Manresana, i l'hereu fou Josep de Copons-Falcó i d'Aimeric. El 1685, aquest es va casar amb Josepa de Boixadors i de Sentmenat, i foren pares de Francesc Xavier de Copons-Falcó i de Boixadors, destacat austriacista que s'hagué d'exiliar a Viena i es va casar amb Maria Caterina d'Ivorra i de Vilallonga, baronesa de Cervelló i senyora de Sant Vicenç dels Horts.
El 1726, Francesc Xavier de Copons-Falcó, actuant en nom propi i com a procurador del seu pare, va establir en emfiteusi 9 mujades de terra a Salvador Vidal. El seu primogènit Agustí de Copons i d'Ivorra morí solter el 1762, i fou succeït pel seu germà Ramon, que el 1767 va rebre el títol de marquès de la Manresana. El seu fill Ramon Francesc de Copons i Despujol va morir sense descèndencia i fou succeït per la germana d'aquest, Maria Josepa de Copons i Despujol, que es va casar amb Josep Esteve Galceran de Pinós i Sureda de Santmartí, marquès de Barberà. El 1830, el seu fill Josep Ramon de Pinós i de Copons, marquès de Barberà i la Manresana, va vendre la finca, que en aquell moment tenia una extensió de 71 mujades i mitja (unes 35 hectàrees) a Joan Antoni de la Barre i de Pechman (1770-1851), baró de la Barre de Flandes. Entre 1842 i la seva mort, el baró va segregar parcel·les per a edificar i algunes peces de terreny més grans a la part sud de la finca.
El 1900, l'Ajuntament d'Horta va aprovar el projecte d'urbanització de bona part de la finca, que va donar lloc a un barri d'estiueig de la menestralia barcelonina, la urbanització de Can Falcó, formada per cases de planta baixa, alguna petita indústria, torres (sobretot als carrers de Gustavo Adolfo Bécquer i del Baró de la Barre) i camps. El 1913 rebé un gran impuls en ser unida a l'avinguda de la República Argentina mitjançant el viaducte de Vallcarca.
El 1906, l'Ajuntament de Barcelona va anunciar un concurs d'adquisició de terrenys per a futurs parcs, i el 1907, el baró Agustí de la Barre en va oferir 186.920 m² a 0'15 pessetes/m². A finals d'any, l'Ajuntament acceptà l'oferta i es va signar un contracte de compravenda per 773.165 pessetes. Tanmateix, el baró va morir el 1908 i la seva filla Pilar no va acceptar la venda, iniciant una sèrie de ligitis que durarien fins al 1924.

## Descripció
El mas, de grans dimensions, tenia planta baixa, primer pis i les golfes, amb un caràcter senyorial i residencial, i en els seus terrenys hi havia la font del mas Falcó que, canalitzada per l'aqüeducte de Can Turull, abastia d'aigua la vila de Gràcia.